# Marcela Morelo
Marcela Morelo (Buenos Aires, 13 dicembre 1964) è una cantautrice argentina.

## Biografia
La cantante ha debuttato nel 1997 con l'album Manantial, una raccolta di brani scritti da lei. Alcune canzoni di quest'album come La fuerza del engaño e Corazón salvaje hanno ottenuto un ampio successo in Argentina, nel resto dell'America Latina e in Europa. L'album si è aggiudicato un doppio disco di platino.
Gli album successivi, Eclipse, Tu boca , e Invisible, per l'etichetta discografica RCA, sono stati accolti con successo.
La sua canzone più nota, Para toda la vida, è contenuta proprio in Eclipse e nel 2001 ha ottenuto successo in tutta l'Europa. Con questo brano, la cantante ha ottenuto successo anche in Italia partecipando all'edizione del 2001 del Festivalbar.
Nella sua carriera Marcela Morelo ha collaborato con artisti come Celia Cruz, Chichi Peralta, e Franco De Vita in un album a tema, Fuerte Navidad.
Più recenti sono gli album Morelo 5, Fuera del tiempo e Otro plan.
Nel 2015 partecipa all'evento di Capodanno Gigi and Friends a Bari.

## Discografia
- 1997 – Manantial
- 2000 – Eclipse
- 2001 – Tu boca
- 2003 – Invisible
- 2005 – Morelo 5
- 2007 – Fuera del tiempo
- 2009 – Otro plan
- 2012 – El club de los milagros